# Waitangi chelatus
Waitangi chelatus är en kräftdjursart som först beskrevs av Cooper 1974.  Waitangi chelatus ingår i släktet Waitangi och familjen Phoxocephalidae. Inga underarter finns listade i Catalogue of Life.